# Santo Domingo (kommun), Colombia
Santo Domingo är en kommun i Colombia.   Den ligger i departementet Antioquía, i den centrala delen av landet, 240 km nordväst om huvudstaden Bogotá. Antalet invånare är 11 567.